# Pekinška opera
Pekinška opera (kitajsko: 京劇; pinjin: Jīngjù) je najbolj prevladujoča oblika kitajske opere, ki združuje instrumentalno glasbo, vokalne nastope, pantomimo, borilne veščine, ples in akrobacije. Nastala je v Pekingu sredi dinastije Čing (1644–1912) in se je v celoti razvila in priznala do sredine 19. stoletja. Oblika je bila izjemno priljubljena na dvoru Čing in velja za enega od kulturnih zakladov Kitajske. Večje gledališke skupine imajo sedež v Pekingu, Tjandžinu in Šanghaju. Umetniška oblika se je ohranila tudi na Tajvanu, kjer je znana tudi kot Guójù (kitajsko: 國劇; dob.: 'National opera'). Razširila se je tudi v druge regije, kot sta Združene države Amerike in Japonska.
Pekinška opera ima štiri glavne vrste vlog: šeng (gospodje), dan (ženske), džing (grobi moški) in čou (klovni). Gledališke skupine imajo pogosto več izvajalcev vsake vrste, pa tudi številne sekundarne in terciarne izvajalce. Z dovršenimi in barvitimi kostumi so izvajalci edine osrednje točke na pekinški operi, za katero je značilno redko odrsko dogajanje. Uporabljajo spretnosti govora, petja, plesa in boja v gibih, ki so simbolični in sugestivni, ne pa realistični. Predvsem pa se spretnost izvajalcev ocenjuje glede na lepoto njihovih gibov. Izvajalci se držijo tudi različnih slogovnih konvencij, ki občinstvu pomagajo krmariti po zapletu produkcije. Plasti pomena znotraj vsakega stavka morajo biti izražene v ritmu z glasbo. Glasbo pekinške opere lahko razdelimo na sloga šīpí (西皮) in èrhuáng (二黄). Melodije vključujejo arije, melodije fiksne melodije in tolkalne vzorce. Repertoar pekinške opere vključuje več kot 1400 del, ki temeljijo na kitajski zgodovini, folklori in vse bolj sodobnem življenju.
Tradicionalna pekinška opera je bila med kulturno revolucijo (1966–1976) označena za »fevdalno« in »buržoazno« ter do konca obdobja nadomeščena večinoma z revolucionarnimi operami. Po kulturni revoluciji so bile te preobrazbe večinoma razveljavljene. V zadnjih letih se je pekinška opera na upad števila občinstva odzvala s poskusi reform, vključno z izboljšanjem kakovosti predstav, prilagajanjem novih elementov predstav, skrajševanjem del ter uprizarjanjem novih in izvirnih iger.

## Etimologija
Pekinška opera je angleški izraz za umetniško obliko; izraz je bil v Oxfordski angleški slovar vpisan leta 1953.
Na Kitajskem je bila umetniška oblika znana pod številnimi imeni v različnih časih in krajih. Najstarejše kitajsko ime, Pihuang, je bila kombinacija melodij šipi in erhuang. Ko je postala bolj priljubljena, se je njeno ime spremenilo v Džingdžu ali Džingši, kar je odražalo njen začetek v glavnem mestu (kitajsko: 京; pinjin: Jīng). Od leta 1927 do 1949, ko je bil Peking znan kot Beiping, je bila pekinška opera znana kot Pingši ali Pingdžu, da bi odražala to spremembo. Končno, z ustanovitvijo Ljudske republike Kitajske leta 1949, se je ime glavnega mesta vrnilo v Peking, uradno ime tega gledališča v celinski Kitajski pa je bilo uveljavljeno kot Džingdžu. Tajvansko ime za to vrsto opere, Guodžu ali »nacionalna opera«, odraža spore o pravem sedežu kitajske vlade.

## Zgodovina

### Izvori
Pekinška opera se je rodila, ko so štiri velike anhujske skupine leta 1790 v Peking prinesle opero Hui oziroma tisto, kar se danes imenuje Huidžu, za osemdeseti rojstni dan cesarja Čjanlonga 25. septembra. Prvotno je bila uprizorjena za dvor in je bila javnosti na voljo šele kasneje. Leta 1828 je v Peking prispelo več znanih hubeijskih skupin, ki so skupaj z anhujskimi skupinami nastopile. Ta kombinacija je postopoma oblikovala melodije pekinške opere. Na splošno velja, da se je pekinška opera v celoti oblikovala do leta 1845. Čeprav se imenuje pekinška opera (v slogu pekinškega gledališča), njeni izvor izvira iz širšega območja glavnega mesta province Anhui (mesto Ančing), vključno z južnim Anhuijem in vzhodnim Hubeijem, ki imata podobno narečje mandarinščine Šjadžjang (mandarinščine spodnjega Jangceja). Dve glavni melodiji pekinške opere sta Šipi in Erhuang. Šipi dobesedno pomeni »lutkovna predstava v koži« in se nanaša na lutkovno predstavo, ki izvira iz province Šaanši. Kitajske lutkovne predstave vedno vključujejo petje. Veliko dialogov se odvija tudi v arhaični obliki mandarinščine, v kateri so si najbližje narečja DŽongjuan mandarinščine iz Henana in Šaanšija. Ta oblika mandarinščine je zapisana v knjigi Džongjuan Jinjun. Prav tako je prevzela glasbo iz drugih oper in lokalnih glasbenih umetniških oblik Džili. Nekateri učenjaki menijo, da je glasbena oblika šipi izpeljana iz zgodovinskega Činčjanga, medtem ko so se številne konvencije uprizoritve, elementi izvedbe in estetska načela ohranile iz Kunčuja, oblike, kateremu predhodnik je bila dvorna umetnost.
Tako pekinška opera ni monolitna oblika, temveč združitev mnogih starejših oblik. Vendar pa nova oblika ustvarja tudi svoje inovacije. Vokalne zahteve za vse glavne vloge so bile v pekinški operi močno zmanjšane. Zlasti Čou ima v pekinški operi redko pevski del, za razliko od enakovredne vloge v slogu Kunču. Tudi melodije, ki spremljajo vsako igro, so bile poenostavljene in se igrajo z drugačnimi tradicionalnimi instrumenti kot v prejšnjih oblikah. Morda najbolj opazno je bilo, da so bili s pekinško opero uvedeni pravi akrobatski elementi. Oblika je v 19. stoletju postajala vse bolj priljubljena. Anhujske skupine so dosegle vrhunec odličnosti sredi stoletja in so bile povabljene, da nastopajo na dvoru nebeškega kraljestva Taipingov, ki je bilo ustanovljeno med uporom Taipingov. Od leta 1884 je cesarica vdova Ciši postala redna pokroviteljica pekinške opere, s čimer je utrdila njen status v primerjavi s prejšnjimi oblikami, kot je Kunču. Priljubljenost pekinške opere se pripisuje preprostosti oblike, z le nekaj glasovi in pevskimi vzorci. To je omogočilo, da je vsakomur sam pel arije.
V času svojega razcveta konec 20. stoletja so se albumi začeli uporabljati za prikazovanje vidikov odrske kulture, vključno z ličili in kostumi izvajalcev.
Pekinška opera je bila sprva izključno moška dejavnost. Obstajale so prepovedi za nastopajoče ženske in velike omejitve za ženske gledalce, zato je bila umetniška oblika v glavnem prilagojena okusom moških gledalcev. Cesarji dinastije Čing so večkrat prepovedali nastopajoče žensk, začenši s cesarjem Kangšijem leta 1671. Zadnjo prepoved je izdal cesar Čjanlong, ki je leta 1772 prepovedal vse nastopajoče ženske v Pekingu. Neuradno se je nastopanje žensk na odru začelo v 1870-ih. Nastopajoče ženske so začele poosebljati moške vloge in razglasile enakopravnost z moškimi. Prizorišče za svoje talente so dobile, ko je Li Maoer, sam nekdanji izvajalec pekinške opere, ustanovil prvo žensko skupino pekinške opere v Šanghaju. Do leta 1894 se je v Šanghaju pojavilo prvo komercialno prizorišče, ki je predstavljalo ženske gledališke skupine. To je spodbudilo nastanek drugih ženskih skupin, ki so postopoma pridobivale na priljubljenosti. Posledično je gledališki umetnik Ju Dženting po ustanovitvi Republike Kitajske leta 1911 vložil peticijo za odpravo prepovedi. Ta je bila sprejeta in prepoved je bila leta 1912 odpravljena, čeprav je moški Dan še vedno priljubljen po tem obdobju.

### Vzorčna "revolucionarna opera" in pekinška opera na Tajvanu
Po kitajski državljanski vojni je pekinška opera postala osrednja točka identitete obeh vpletenih strani. Ko je leta 1949 na celinski Kitajski prišla na oblast Kitajska komunistična partija, se je novo ustanovljena vlada odločila, da bo umetnost uskladila s komunistično ideologijo in »umetnost in literaturo spremenila v sestavni del celotnega revolucionarnega stroja« V ta namen so bila dramska dela brez komunističnih tem obravnavana kot subverzivna in so bila med kulturno revolucijo (1966–1976) na koncu prepovedana.
Uporaba opere kot orodja za prenos komunistične ideologije je dosegla vrhunec v kulturni revoluciji pod vodstvom Džjang Čing, žene Mao Cetunga. Vzorčne opere so veljale za enega največjih dosežkov kulturne revolucije in so bile namenjene izražanju Maovega stališča, da mora »umetnost služiti interesom delavcev, kmetov in vojakov ter se mora prilagajati proletarski ideologiji«.
Med osmimi vzorčnimi igrami, ki so se v tistem času sčasoma ohranile, je bilo pet pekinških oper. Med temi operami je bila pomembna Legenda o rdeči lanterni, ki je bila na predlog Džjang Čing odobrena kot koncert s klavirsko spremljavo. Izvedbe del, ki presegajo osem vzorčnih iger, so bile dovoljene le v močno spremenjeni obliki. Konci mnogih tradicionalnih iger so bili spremenjeni, vidni odrski asistenti v pekinški operi pa so bili odpravljeni. Po koncu kulturne revolucije v poznih 1970-ih se je ponovno začela izvajati tradicionalna pekinška opera. Pekinška opera in druge gledališke umetniške oblike so bile kontroverzna tema tako pred kot med dvanajstim nacionalnim ljudskim kongresom leta 1982. Študija, objavljena v časopisu People's Daily, je pokazala, da je bilo več kot 80 odstotkov glasbenih dram, uprizorjenih v državi, tradicionalnih iger iz predkomunističnega obdobja, v nasprotju z novo napisanimi zgodovinskimi dramami, ki so spodbujale socialistične vrednote. V odgovor so uradniki komunistične partije sprejeli reforme za omejitev liberalizma in tujega vpliva v gledaliških delih. Po umiku Republike Kitajske na Tajvan leta 1949 je pekinška opera tam dobila poseben status politične simbolike, saj je vlada Kuomintanga spodbujala to umetniško obliko pred drugimi oblikami uprizoritve, da bi si zagotovila položaj edinega predstavnika kitajske kulture. To se je pogosto dogajalo na račun tradicionalne tajvanske opere. Zaradi svojega statusa prestižne umetniške oblike z dolgo zgodovino je bila pekinška opera resnično bolj preučevana in je prejela večjo denarno podporo kot druge oblike gledališča na Tajvanu. Vendar pa je obstajalo tudi konkurenčno gibanje za zagovarjanje domače opere, da bi se Tajvan razlikoval od celine. Septembra 1990, ko je vlada Kuomintanga prvič sodelovala na državnem kulturnem dogodku na celini, je bila poslana tajvanska operna skupina, verjetno zato, da bi poudarila tajvanski značaj.

### Sodobna pekinška opera
V drugi polovici 20. stoletja je pekinška opera beležila stalen upad števila občinstva. To so pripisali tako zmanjšani kakovosti izvedbe kot tudi nezmožnosti tradicionalne operne oblike, da bi zajela sodobno življenje. Poleg tega je arhaični jezik pekinške opere zahteval, da so produkcije uporabljale elektronske podnapise, kar je oviralo razvoj oblike. Vpliv zahodne kulture je tudi mlajše generacije pustil nestrpne zaradi počasnega tempa pekinške opere. V odgovor se je pekinška opera začela reformirati v 1980-ih. Takšne reforme so se pojavile v obliki ustanovitve šole teorije performansa za povečanje kakovosti izvedbe, uporabe sodobnih elementov za privabljanje novega občinstva in uprizarjanja novih iger zunaj tradicionalnega kanona. Vendar pa so te reforme ovirale tako pomanjkanje financiranja kot neugodno politično ozračje, ki otežuje uprizoritev novih iger.
Poleg bolj formalnih reformnih ukrepov so skupine pekinške opere v 1980-ih sprejele tudi bolj neuradne spremembe. Nekatere od teh, ki so jih opazili v tradicionalnih delih, so poimenovali »tehnika zaradi tehnike«. To je vključevalo uporabo podaljšanih visokotonskih zaporedij s strani ženske operne pevke Dan in dodajanje daljših gibov in tolkalnih zaporedij tradicionalnim delom. Takšne spremembe so na splošno naletele na prezir med izvajalci pekinške opere, ki so jih videli kot zvijače za takojšnjo privabljanje občinstva. Tudi igre s ponavljajočimi se zaporedji so bile skrajšane, da bi ohranile zanimanje občinstva. Nova dela so seveda doživela večjo svobodo eksperimentiranja. Sprejete so bile regionalne, popularne in tuje tehnike, vključno z ličenjem in bradami v zahodnem slogu ter novimi vzorci pobarvanih obrazov za like dinastije DŽing. Duh reform se je nadaljeval v 1990-ih. Da bi preživele na vse bolj odprtem trgu, so morale skupine, kot je Šanghai Pekinška operna družba, tradicionalno pekinško opero predstaviti novemu občinstvu. Da bi to dosegle, so ponudile vse več brezplačnih predstav v javnih prostorih.
Prav tako se je pojavil splošen občutek premika v ustvarjalnem pripisovanju del pekinške opere. Izvajalec je tradicionalno igral veliko vlogo pri pisanju scenarijev in uprizoritvi del pekinške opere. Vendar pa se je pekinška opera v zadnjih desetletjih, morda po zgledu Zahoda, preusmerila k modelu, ki je bolj osredotočen na režiserja in dramatika. Izvajalci so si prizadevali za uvedbo inovacij v svoje delo, hkrati pa so upoštevali poziv k reformi te nove višje ravni producentov pekinške opere.
Kanal CCTV-11 na celinski Kitajski je trenutno namenjen predvajanju klasičnih kitajskih opernih produkcij, vključno s pekinško opero.

### Pekinška opera po svetu
Poleg prisotnosti na celinski Kitajski se je pekinška opera razširila tudi na številne druge kraje. Najdemo jo lahko v Hongkongu, Tajvanu in v kitajskih skupnostih v tujini.
Mei Lanfang, eden najbolj znanih danskih izvajalcev vseh časov, je bil tudi eden največjih popularizatorjev pekinške opere v tujini. V 1920-ih je na Japonskem izvajal pekinško opero. To je februarja 1930 navdihnilo ameriško turnejo. Čeprav so nekateri, kot je igralec Otis Skinner, verjeli, da pekinška opera v Združenih državah Amerike nikoli ne more biti uspešna, je ugoden sprejem Meija in njegove skupine v New Yorku to prepričanje ovrgel. Predstave so morali preseliti iz gledališča na 49. ulici v večje Narodno gledališče, trajanje turneje pa se je podaljšalo z dveh tednov na pet. Mei je potoval po Združenih državah Amerike in prejel častne diplome Univerze v Kaliforniji in kolidža Pomona. Po tej turneji je leta 1935 obiskal Sovjetsko zvezo.
Gledališki oddelek na Univerzi Havajev v Mānoi je že več kot petindvajset let dom angleško govorečega Džingdžuja. Šola v svojem programu gledaliških in uprizoritvenih študij ponuja azijsko gledališče kot osrednje področje in redno prireja predstave Džingdžuja, najnovejša je bila Lady Mu and the Yang Family Generals leta 2014.

## Izvajalci in vloge

### Šeng
Šeng (生) je glavna moška vloga v pekinški operi. Ta vloga ima številne podtipe. Laošeng je dostojanstvena starejša vloga. Ti liki imajo nežno in kultivirano naravo ter nosijo razumne kostume. Ena vrsta vloge laošeng je hongšeng, starejši moški z rdečim obrazom. Edini dve vlogi hongšeng sta Guan Gong, kitajski bog vojne, in Džao Kuang-jin, prvi cesar dinastije Song. Mladi moški liki so znani kot Šjaošeng. Ti liki pojejo z visokim, prodornim glasom z občasnimi odmori, da predstavljajo obdobje adolescence, v katerem se glas spreminja. Glede na družbeni položaj lika je lahko kostum šjaošeng dovršen ali preprost. Izven odra so igralci šjaošeng pogosto vpleteni v lepe ženske zaradi čedne in mlade podobe, ki jo prikazujejo. Vušeng je borilni lik za vloge, ki vključujejo boj. So visoko izurjeni v akrobacijah in imajo pri petju naraven glas. Ansambli bodo vedno imeli igralca laošeng. Igralec šjaošeng se lahko doda za igranje vlog, primernih njegovi starosti. Poleg teh glavnih Šengov bo imel ansambel tudi sekundarnega laošenga.

### Dan
Dan (旦) se nanaša na katero koli žensko vlogo v pekinški operi. Vloge Dan so bile prvotno razdeljene na pet podvrst. Stare ženske so igrale laodan, borilne ženske vudan, mlade bojevnice daomadan, krepostne in elitne ženske čingji, živahne in neporočene ženske pa huadan. Eden najpomembnejših prispevkov Mei Lanfang k pekinški operi je bil uvedba šeste vrste vloge, huašan. Ta vrsta vloge združuje status čingji s čutnostjo huadan. Ansambel bo imel mlado Dan za glavne vloge in starejšo Dan za stranske vloge. Štirje primeri znanih Dan so Mei Lanfang, Čeng Jančju, Šang Šjaojun in Šun Huišeng. V zgodnjih letih pekinške opere so vse vloge Dan igrali moški. Vei Čangšeng, moški izvajalec Dan na dvoru Čing, je razvil tehniko cai ciao ali 'lažne noge', da bi posnemal zvezana stopala žensk in značilno hojo, ki je izhajala iz te prakse. Prepoved ženskih izvajalk je privedla tudi do kontroverzne oblike bordela, znanega kot šjanggong tangzi, v katerem so moški plačevali za spolne odnose z mladimi fanti, oblečenimi v ženske. Ironično je, da so uprizoritvene veščine, ki so se jih učili mladi, zaposleni v teh bordelih, mnoge od njih kasneje v življenju pripeljale do tega, da so postali profesionalni Dani.

### Džing
Džing (净) je moška vloga s poslikanim obrazom. Glede na repertoar posamezne skupine bo igral bodisi glavne bodisi stranske vloge. Ta vrsta vloge bo zahtevala močan značaj, zato mora imeti Džing močan glas in biti sposoben pretiravati z gestami. Pekinška opera se ponaša s 16 osnovnimi vzorci obraza, vendar obstaja več kot 100 specifičnih različic. Menijo, da vzorci in barve izhajajo iz tradicionalne kitajske barvne simbolike in vedeževanja po linijah obraza, kar naj bi razkrivalo osebnost. Med zlahka prepoznavne primere barv spadajo rdeča, ki označuje pokončnost in zvestobo, bela, ki predstavlja zlobne ali pretkane like, in črna, ki jo imajo liki trdnosti in integritete. Pogosto se pojavljajo tri glavne vrste vlog Džing. Mednje spadajo dongčui, zvest general s črnim obrazom, ki blesti v petju, džjazi, kompleksen lik, ki ga igra spreten igralec, in vudžing, borilni in akrobatski lik.

### Čou
Čou (丑) je moška klovnovska vloga. Čou običajno igra stranske vloge v skupini. Dejansko večina študij pekinške opere Čouja uvršča med stranske vloge. Ime vloge je homofon mandarinske kitajske besede čou, ki pomeni 'grd'. To odraža tradicionalno prepričanje, da lahko klovnova kombinacija grdote in smeha odžene zle duhove. Vloge Čouja lahko razdelimo na Ven Čou, civilne vloge, kot so trgovci in ječarji, in Vu Čou, manjše vojaške vloge. Vu Čou združuje komično igro in akrobacije. Liki Čou so na splošno zabavni in všečni, čeprav nekoliko neumni. Njihovi kostumi segajo od preprostih za like nižjega statusa do dovršenih, morda preveč, za like visokega statusa. Liki Čou nosijo posebno barvo za obraz, imenovano šjaohualian, ki se razlikuje od barve za like Džing. Značilnost te vrste barve za obraz je majhna lisa bele krede okoli nosu. To lahko predstavlja bodisi zlobno in skrivnostno naravo bodisi hitro duhovitost.
Pod muhasto osebnostjo Čouja se skriva resna povezava z obliko pekinške opere. Čou je lik, ki je najbolj povezan z glasbilom guban, bobni in paiban, ki se običajno uporabljajo za glasbeno spremljavo med predstavami. Igralec Čou pogosto uporablja guban v solo nastopih, zlasti pri izvajanju Šu Ban, lahkotnih verzov, izgovorjenih za komični učinek. Klovn je povezan tudi z majhnim gongom in činelami, tolkalnimi instrumenti, ki simbolizirajo nižje razrede in hrupno vzdušje, ki ga navdihuje vloga. Čeprav liki Čou ne pojejo pogosto, njihove arije vsebujejo veliko improvizacije. To velja za dovoljenje vloge in orkester bo spremljal igralca, tudi ko bo začel igrati nescenaristično ljudsko pesem. Vendar pa se je zaradi standardizacije pekinške opere in političnega pritiska vladnih oblasti Čoujeva improvizacija v zadnjih letih zmanjšala. Čou ima vokalni zven, ki se razlikuje od drugih likov, saj lik pogosto govori v običajnem pekinškem narečju, v nasprotju z bolj formalnimi narečji drugih likov.

## Usposabljanje
Postati pekinški operni izvajalec zahteva dolgo in težko vajeništvo, ki se začne že v zgodnji mladosti. Pred 20. stoletjem so učence pogosto osebno izbrali učitelji že v mladih letih in jih sedem let usposabljali na podlagi pogodbe, sklenjene z otrokovimi starši. Ker je učitelj v tem obdobju v celoti skrbel za učenca, si je učenec nakopičil dolg do svojega učitelja, ki ga je kasneje odplačal z zaslužkom od nastopov. Po letu 1911 je usposabljanje potekalo v bolj formalno organiziranih šolah. Učenci v teh šolah so vstajali že ob petih zjutraj za vadbo. Čez dan so se učili igralskih in borilnih veščin, starejši učenci pa so zvečer nastopali v zunanjih gledališčih. Celotno skupino so pretepli z bambusovimi palicami, če so med takimi nastopi naredili kakršne koli napake. Šole z manj ostrimi metodami usposabljanja so se začele pojavljati leta 1930, vendar so bile vse šole po japonski invaziji leta 1931 zaprte. Nove šole so bile odprte šele leta 1952.
Izvajalci se najprej urijo v akrobacijah, nato pa v petju in gestah. Poučujejo se v več šolah za izvajanje, ki vse temeljijo na slogih znanih izvajalcev. Nekaj primerov so šola Mei Lanfang, šola Čeng Jančju, šola Ma Lianliang in šola Či Lintong. Učenci so se prej usposabljali izključno v umetnosti izvajanja, sodobne šole za izvajanje pa zdaj vključujejo tudi akademske študije. Učitelji ocenijo kvalifikacije vsakega učenca in mu ustrezno dodelijo vloge primarnih, sekundarnih ali terciarnih likov. Učenci z malo igralskega talenta pogosto postanejo glasbeniki pekinške opere. Lahko služijo tudi kot podporna zasedba pešcev, spremljevalcev in služabnikov, ki je prisotna v vsaki skupini pekinške opere. Na Tajvanu Ministrstvo za nacionalno obrambo Republike Kitajske vodi nacionalno šolo za usposabljanje za pekinško opero.

## Vizualni elementi predstave
Izvajalci pekinške opere uporabljajo štiri glavne veščine. Prvi dve sta petje in govor. Tretja je plesna igra. To vključuje čisti ples, pantomimo in vse druge vrste plesa. Zadnja veščina je boj, ki vključuje akrobacije in boj z vsemi vrstami orožja. Pričakuje se, da se vse te veščine izvajajo brez napora, v skladu z duhom umetniške oblike.

### Estetski cilji in načela gibanja
Pekinška opera sledi drugim tradicionalnim kitajskim umetnostim pri poudarjanju pomena in ne natančnosti. Najvišji cilj izvajalcev je, da v vsak gib vnesejo lepoto. Pravzaprav so izvajalci med treningom strogo kritizirani zaradi pomanjkanja lepote. Poleg tega se izvajalci učijo ustvarjati sintezo med različnimi vidiki pekinške opere. Štiri veščine pekinške opere niso ločene, temveč jih je treba združiti v eni sami predstavi. Ena veščina ima lahko v določenih trenutkih med igro prednost, vendar to ne pomeni, da se morajo druga dejanja prenehati. V umetniški obliki se veliko pozornosti posveča tradiciji, geste, okolje, glasba in tipi likov pa so določeni z dolgoletnimi konvencijami. To vključuje konvencije gibanja, ki se uporabljajo za signaliziranje določenih dejanj občinstvu. Na primer, hoja v velikem krogu vedno simbolizira potovanje na dolgo razdaljo, lik, ki popravlja kostum in pokrivalo, pa simbolizira, da bo pomemben lik spregovoril. Nekatere konvencije, kot so pantomimsko odpiranje in zapiranje vrat ter vzpenjanje in spuščanje po stopnicah, so bolj očitne.
Številne predstave se ukvarjajo z vedenjem, ki se dogaja v vsakdanjem življenju. Vendar pa so takšna vedenja v skladu z prevladujočim načelom lepote stilizirana za predstavitev na odru. Pekinška opera si ne prizadeva natančno predstavljati resničnosti. Strokovnjaki za to umetniško obliko načela pekinške opere primerjajo z načelom Mo, pantomime ali imitacije, ki ga najdemo v zahodnih dramah. Pekinška opera mora biti sugestivna, ne posnemajoča. Dobesedni vidiki prizorov so odstranjeni ali stilizirani, da bi bolje predstavili nematerialna čustva in like. Najpogostejša metoda stilizacije v pekinški operi je zaokroženost. Vsak gib in poza sta skrbno manipulirana, da se izognemo ostrim kotom in ravnim črtam. Lik, ki gleda predmet nad seboj, bo s krožnim gibom pogledal od spodaj navzgor, preden bo pristal na predmetu. Podobno bo lik z roko zamahnil v loku od leve proti desni, da bi nakazal predmet na desni. To izogibanje ostrim kotom se razteza tudi na tridimenzionalno gibanje; spremembe orientacije pogosto dobijo obliko gladke krivulje v obliki črke S. Vsa ta splošna načela estetike so prisotna tudi v drugih elementih predstave.

### Oder in kostumi
Odri pekinških oper so tradicionalno kvadratne oblike. Dogajanje na odru je običajno vidno z vsaj treh strani. Oder je razdeljen na dva dela z vezeno zaveso, imenovano šoudžju. Glasbeniki so občinstvu vidni na sprednjem delu odra. Tradicionalni odri pekinških oper so bili zgrajeni nad vidno črto gledalcev, nekateri sodobni odri pa so bili zgrajeni z višjimi sedeži za občinstvo. Gledalci vedno sedijo južno od odra. Zato je sever najpomembnejša smer v pekinški operi in izvajalci se ob vstopu na oder takoj premaknejo na 'sredinski sever'. Vsi liki vstopajo z vzhoda in izstopajo z zahoda. V skladu z zelo simbolično naravo pekinške opere ta oblika uporablja zelo malo rekvizitov. To odraža sedem stoletij kitajske tradicije uprizoritve. Prisotnost velikih predmetov je pogosto označena s konvencijami. Oder ima skoraj vedno mizo in vsaj en stol, ki ju je mogoče s konvencijo spremeniti v tako raznolike predmete, kot so mestno obzidje, gora ali postelja. Obrobni predmeti se pogosto uporabljajo za označevanje prisotnosti večjega, glavnega predmeta. Na primer, bič se uporablja za označevanje konja, veslo pa simbolizira čoln.
Dolžina in notranja struktura pekinških opernih iger sta zelo spremenljivi. Pred letom 1949 so pogosto izvajali džeziši, kratke igre ali igre, sestavljene iz kratkih prizorov iz daljših iger. Te igre se običajno osredotočajo na eno preprosto situacijo ali pa vsebujejo izbor prizorov, zasnovanih tako, da vključujejo vse štiri glavne veščine pekinške opere in prikazujejo virtuoznost izvajalcev. Ta format je v zadnjem času postal manj razširjen, vendar se igre v enem dejanju še vedno izvajajo. Ta kratka dela, pa tudi posamezni prizori znotraj daljših del, so zaznamovani s čustvenim napredovanjem od začetka igre do konca. Na primer, konkubina v enodejanki se opije začne v stanju veselja, nato pa preide v jezo in ljubosumje, pijansko igrivost in končno v občutek poraza in resignacije. Celovečerna igra ima običajno od šest do petnajst ali več prizorov. Celotna zgodba v teh daljših delih je pripovedovana skozi kontrastne prizore. V igrah se izmenjujejo civilni in vojaški prizori ali prizori, ki vključujejo protagoniste in antagoniste. V delu je več večjih prizorov, ki sledijo vzorcu čustvenega napredovanja. Prav ti prizori so običajno izvlečeni za kasnejše produkcije džeziši. Nekatere najbolj zapletene igre imajo lahko celo čustveno napredovanje od prizora do prizora.
Zaradi pomanjkanja rekvizitov v pekinški operi kostumi dobijo dodaten pomen. Kostumi najprej služijo kot označevalci ranga igranega lika. Cesarji in njihove družine nosijo rumena oblačila, visoki uradniki pa vijolična. Oblačilo, ki ga nosita ta dva razreda, se imenuje mang ali pitonova obleka. To je obleka, primerna za visok rang lika, z živahnimi barvami in bogatim vezenjem, pogosto v obliki zmaja. Osebe z visokim rangom ali vrlinami nosijo rdečo, nižji uradniki modro, mladi liki belo, starejši belo, rjavo ali olivno, vsi ostali moški pa črno. Ob formalnih priložnostih lahko nižji uradniki nosijo kuan ji, preprosto obleko z vezeninami na sprednji in zadnji strani. Vsi drugi liki in uradniki ob neformalnih priložnostih nosijo čezi, osnovno obleko z različnimi stopnjami vezenja in brez žadastega pasu, ki označuje rang. Vse tri vrste oblek imajo dolge padajoče rokave, ki jih je mogoče plapolati in mahati kot vodo, pritrjene za lažje čustvene kretnje. Terciarni liki brez ranga nosijo preprosta oblačila brez vezenja. Klobuki so namenjeni temu, da se zlijejo s preostalim delom kostuma in imajo običajno enako stopnjo vezenja. Čevlji so lahko z visokim ali nizkim podplatom, prve nosijo liki visokega ranga, druge pa liki nizkega ranga ali akrobatski liki.

### Odrski rekviziti (Qimo)
Čimo (odrski rekviziti) je ime za vse odrske rekvizite in nekatere preproste okraske. Izraz se je prvič pojavil v dinastiji Džin (266–420). Čimo vključuje predmete vsakdanjega življenja, kot so svečniki, luči, pahljače, robčki, čopiči, papir, črnilo in ploščice s črnilom ter čajni in vinski servisi. Med rekvizite spadajo tudi: nosilke, zastave za vozila, vesla in biči za konje, pa tudi orožje. Uporabljajo se tudi različni predmeti za prikaz okolij, kot so platnena ozadja, ki predstavljajo mesta, ter zavese, zastave, zavese za mize in prevleke za stole. Tradicionalni čimo niso le imitacije pravih predmetov, temveč so tudi umetniški predmeti sami po sebi. Na odru se pogosto uporabljajo tudi zastave. Kvadratna zastava s kitajskim znakom za 'maršal', pravokotna zastava s kitajskim znakom za 'poveljnik' in zastava z imenom določene vojske predstavljajo lokacijo vojaških taborov in vrhovnih poveljnikov. Poleg tega so tu še zastave z vodo, ognjem, vetrom in vozili. Igralci tresejo te zastave, da predstavljajo valove, ogenj, veter ali premikajoča se vozila.[68]

## Repertoar
Repertoar pekinške opere vključuje skoraj 1400 del. Igre so večinoma vzete iz zgodovinskih romanov ali tradicionalnih zgodb o civilnih, političnih in vojaških bojih. Zgodnje igre so bile pogosto priredbe zgodnejših kitajskih gledaliških slogov, kot je kunču. Skoraj polovica od 272 iger, naštetih leta 1824, je izhajala iz zgodnejših slogov. Za razvrščanje iger je bilo uporabljenih veliko klasifikacijskih sistemov. Odkar se je pekinška opera prvič pojavila na Kitajskem, obstajata dve tradicionalni metodi. Najstarejši in najpogosteje uporabljen sistem je razvrščanje iger v civilne in borilne vrste. Civilne igre se osredotočajo na odnose med liki in prikazujejo osebne, domače in romantične situacije. Element petja se v tej vrsti igre pogosto uporablja za izražanje čustev. Borilne igre imajo večji poudarek na akciji in borilnih spretnostih. Obe vrsti iger imata tudi različen nabor nastopajočih. V borilnih igrah pretežno nastopajo mladi šeng, džing in čou, medtem ko civilne igre bolj potrebujejo starejše vloge in dan. Poleg tega, da so igre civilne ali borilne, so razvrščene tudi kot daši (resne) ali šjaoši (lahke). Elementi izvedbe in izvajalci, uporabljeni v resnih in lahkih igrah, so zelo podobni tistim, ki se uporabljajo v borilnih oziroma civilnih igrah. Seveda estetsko načelo sinteze pogosto vodi k uporabi teh kontrastnih elementov v kombinaciji, kar daje igre, ki kljubujejo takšni dihotomni klasifikaciji.
Od leta 1949 je bil uveden podrobnejši klasifikacijski sistem, ki temelji na tematski vsebini in zgodovinskem obdobju nastanka igre. Prva kategorija v tem sistemu je čuantongči, tradicionalne igre, ki so bile uprizorjene pred letom 1949. Druga kategorija je šinbian de lišiši, zgodovinske igre, napisane po letu 1949. Ta vrsta igre sploh ni bila uprizorjena med kulturno revolucijo, vendar je danes v središču pozornosti. Zadnja kategorija je šjandaiši, sodobne igre. Tema teh iger je vzeta iz 20. stoletja in pozneje. Sodobne produkcije so pogosto tudi eksperimentalne narave in lahko vključujejo zahodne vplive. V drugi polovici 20. stoletja so zahodna dela vse bolj prirejali za pekinško opero. Še posebej priljubljena so bila Shakespearova dela. Gibanje za Shakespearovo uprizoritev na oder je zajelo vse oblike kitajskega gledališča. Pekinška opera je med drugim doživela uprizoritve Sen kresne noči in Kralja Leara. Leta 2017 je Li Venrui v China Daily zapisal, da je 10 mojstrovin tradicionalnega pekinškega opernega repertoarja Pijana konkubina, Opičji kralj, Zbogom moja konkubina, Reka, vsa rdeča, Wen Ouhongova torba za Lov na samoroga (»reprezentativno delo pekinškega opernega mojstra Čen Jančiuja«), Legenda o beli kači, Zvijača praznega mesta (iz Romance treh kraljestev), Du Mingšinove Generalke družine Jang, Gozd divjega prašiča in Feniks se vrača domov.

## Film
Pekinška opera in njeni slogovni prijemi so se pojavili v številnih kitajskih filmih. Pogosto se je uporabljal za označevanje edinstvene kitajskosti v nasprotju z občutkom kulture, ki je bil predstavljen v japonskih filmih. Fei Mu, režiser iz predkomunističnega obdobja, je pekinško opero uporabil v številnih igrah, včasih znotraj zahodnjaških, realističnih zapletov. King Hu, kasnejši kitajski filmski režiser, je v svojih filmih uporabil številne formalne norme pekinške opere, kot je vzporednica med glasbo, glasom in gestami. V filmu Zbogom, moja konkubina iz leta 1993, ki ga je režiral Čen Kaige, pekinška opera služi kot predmet zasledovanja protagonistov in kot ozadje za njihovo romanco. Vendar pa je bil filmski prikaz pekinške opere kritiziran kot enodimenzionalen.